# Прахово
Прахово је насеље у Србији у општини Неготин у Борском округу.
Према попису из 2022. у насељу је било 799 становника (према попису из 2011. било је 1196 становника, према попису из 2002. било је 1506 становника а према попису из 1991. било је 2296 становника).

## Положај села
Прахово је индустријско насеље збијеног типа удаљено 9 километара североисточно од Неготина. Смештено је на просечно 60 метара надморске висине, на десној обали Дунава. Железничком пругом и савременим путем повезано је са већим насељима. Површина атара је 1.957 хектара.
Насеље је поред Дунава а између села Радујевац, Самариновац и Душановац. Куће су на тераси, коју Дунав ретко запљускује, јер је од ње до реке пошира шљунковита и песковита обала.

## Историја
Остаци старије насељености упућују на знатну старост насеља (трагови старог утврђења, локалитети Селиште и Стара Капела и други). Захваљујући близини дунавског лимеса и важних комуникација, на подручју Прахова се од 4. до 6. века развијао римски град Акве (лат. Aquae) који је припадао провинцији Приобалној Дакији (лат. Dacia Ripensis). Римски град Акве је имао и свог епископа, који је у 6. веку био потчињен архиепископу Јустинијане Приме (лат. Iustiniana Prima).
У близини Прахова констатовани су праисторијски локалитети: Идеће (вишеслојно праисторијско насеље из средњег неолита откривено шездесетих година прошлог века током изградње локалног пута ка Прахову), затим локалитет поред железничке станице (где су откривени налази који припадају старчевачкој култури и металном добу) и локалитет Фабрика суперфосфата (вишеслојно праисторијско насеље из средњег неолита).
Под садашњим именом, Прахово се први пут помиње у турским пописима у 16. веку (1530. године) као насеље са 34 куће. Године 1586. је имало 24 куће.
На аустријским картама, Лангеровој и карти Темишварски Банат забележено је под именом Prahova-Prava, а 1736. године свештеник је у Прахову опслуживао 60 кућа. Село Prahova забележено је 1784. године. У периоду од 1807-1810. године забележено је под именима: Grahva, Prahova и Праова, а 1811. године – Праово. Године 1846. Прахово је имало 160, 1866. – 203, а 1924. године 370 кућа.
Данашње насеље је подељено на Прахово (главни део насеља), Колонију и Прахово пристаниште.
Између два светска рата у Прахову су живеле следеће фамилије: Драгић, Брсановић, Трандафиловић, Ануцојевић, Брзуловић, Првујкић и Теодосијевић, Бребуловић, Удрић или Черчеловић, Њењуловић, Аврамовић, Праховљановић, Војимировић, Ћиришановић, Јеремић, Михајловић, Крекуловић, Димитријевић, Владић или Костантиновић, Ротаровић, Предић, Миорић, Јанковић, Војиновић и Кицупрановић, Андрејевић, Крачуновић, Шонић, Калинуцић, Гугић, Апановић, Челојевић, Абрашевић, Станчуловић, Танасијевић, Драгушиновић, Поповић, Буљигић, Фурњигић, Боболановић, Царановић и многе друге.
Заветина насеља је Света Тројица. Православна црква Вазнесења Господњег у насељу је сазидана 1872. године.
Становништво Прахова је православно, а национално се изјашњава као српско (93,29%), влашко (3,12%) и остали (3,59%). Прахово је сврстано у влашка насеља.
Прахово је 1921. године имало 370 кућа и 1.914 становника, 1948 - 566 кућа и 2.186 становника, а 2002. године 700 кућа и 1.495 становника. Године 2007. на привременом раду у иностранству из овог насеља је око 580 становника (углавном у Аустрији, Немачкој, Швајцарској и Америци).
Основна школа у насељу је почела са радом 1882. године. Школске 2006/2007. године је имала 107 ученика.
Земљорадничка задруга у Прахову је основана 1899. године. (обнављана 1921. и 1947. године). Године 1960. припојена је Земљорадничкој задрузи у Неготину, заједно са задругама из Душановца и Самариновца. У периоду од 1950. до 1953. године у Прахову је радила и Сељачка радна задруга „Добривоје Радосављевић-Боби“ (престала са радом на основу одлуке скупштине задругара). Електричну расвету Прахово добија 1931. године (када је изграђена термо електрана за потребе железнице), Дом културе 1950, телефонске везе са светом 1982. (1989. године), а водовод 1998. године.
Код Прахова Немци су у Другом светском рату операција Дунавски вилењак потопили више десетина сопствених бродова и чамаца да не падну у руке Совјетском Савезу.
Овде се налази ФК Дунав Прахово.

## Демографија
Према последњем попису из 2022. године у Прахову је живело 799 становника што је за 397 мање у односу на 2011. када је на попису било 1196 становника. У насељу живи 704 пунолетних становника, а просечна старост становништва износи 50,68 година (48,95 код мушкараца и 52,35 код жена).
Према подацима пописа из 2022. у насељу има 332 домаћинства, а просечан број чланова по домаћинству је 2,41 а према истом попису у насељу има 621 стамбених јединица од којих је 340 насељених.
Ово насеље је великим делом насељено Србима (према попису из 2002. године), а у последња три пописа, примећен је пад у броју становника.
|  |

| Демографија | Демографија | Демографија |
| Година      | Становника  | Становника  |
| ----------- | ----------- | ----------- |
| 1948.       | 2.186       |             |
| 1953.       | 2.174       |             |
| 1961.       | 2.600       |             |
| 1971.       | 2.455       |             |
| 1981.       | 2.412       |             |
| 1991.       | 2.296       | 1.809       |
| 2002.       | 1.506       | 2.235       |
| 2011.       | 1.196       |             |
| 2022.       | 799         |             |

| Етнички састав према попису из 2002.‍ | Етнички састав према попису из 2002.‍ | Етнички састав према попису из 2002.‍ | Етнички састав према попису из 2002.‍ | Етнички састав према попису из 2002.‍ |
| ------------------------------------ | ------------------------------------ | ------------------------------------ | ------------------------------------ | ------------------------------------ |
|                                      |                                      |                                      |                                      |                                      |
| Срби                                 | Срби                                 |                                      | 1.405                                | 93,29%                               |
| Власи                                | Власи                                |                                      | 47                                   | 3,12%                                |
| Румуни                               | Румуни                               |                                      | 11                                   | 0,73%                                |
| Црногорци                            | Црногорци                            |                                      | 5                                    | 0,33%                                |
| Роми                                 | Роми                                 |                                      | 4                                    | 0,26%                                |
| Хрвати                               | Хрвати                               |                                      | 1                                    | 0,06%                                |
| Словенци                             | Словенци                             |                                      | 1                                    | 0,06%                                |
| Македонци                            | Македонци                            |                                      | 1                                    | 0,06%                                |
| Бугари                               | Бугари                               |                                      | 1                                    | 0,06%                                |
| Југословени                          | Југословени                          |                                      | 1                                    | 0,06%                                |
| непознато                            | непознато                            |                                      | 24                                   | 1,59%                                |

| Година пописа     | 1948. | 1953. | 1961. | 1971. | 1981. | 1991. | 2002. |
| ----------------- | ----- | ----- | ----- | ----- | ----- | ----- | ----- |
| Број домаћинстава | 556   | 503   | 721   | 614   | 598   | 573   | 488   |

| Број чланова      | 1   | 2   | 3  | 4  | 5  | 6  | 7  | 8 | 9 | 10 и више | Просек |
| ----------------- | --- | --- | -- | -- | -- | -- | -- | - | - | --------- | ------ |
| Број домаћинстава | 112 | 121 | 62 | 84 | 48 | 41 | 17 | 3 | 0 | 0         | 3,08   |

| Пол    | Укупно | Неожењен/Неудата | Ожењен/Удата | Удовац/Удовица | Разведен/Разведена | Непознато |
| ------ | ------ | ---------------- | ------------ | -------------- | ------------------ | --------- |
| Мушки  | 634    | 145              | 418          | 39             | 32                 | 0         |
| Женски | 670    | 83               | 407          | 145            | 34                 | 1         |
| УКУПНО | 1.304  | 228              | 825          | 184            | 66                 | 1         |

| Пол    | Укупно                    | Пољопривреда, лов и шумарство | Рибарство                            | Вађење руде и камена | Прерађивачка индустрија       |
| ------ | ------------------------- | ----------------------------- | ------------------------------------ | -------------------- | ----------------------------- |
| Мушки  | 289                       | 28                            | 0                                    | 0                    | 79                            |
| Женски | 121                       | 29                            | 0                                    | 0                    | 24                            |
| УКУПНО | 410                       | 57                            | 0                                    | 0                    | 103                           |
| Пол    | Производња и снабдевање   | Грађевинарство                | Трговина                             | Хотели и ресторани   | Саобраћај, складиштење и везе |
| Мушки  | 25                        | 12                            | 19                                   | 3                    | 73                            |
| Женски | 3                         | 0                             | 12                                   | 2                    | 8                             |
| УКУПНО | 28                        | 12                            | 31                                   | 5                    | 81                            |
| Пол    | Финансијско посредовање   | Некретнине                    | Државна управа и одбрана             | Образовање           | Здравствени и социјални рад   |
| Мушки  | 0                         | 6                             | 13                                   | 2                    | 3                             |
| Женски | 1                         | 10                            | 6                                    | 6                    | 8                             |
| УКУПНО | 1                         | 16                            | 19                                   | 8                    | 11                            |
| Пол    | Остале услужне активности | Приватна домаћинства          | Екстериторијалне организације и тела | Непознато            | Непознато                     |
| Мушки  | 5                         | 0                             | 0                                    | 21                   | 21                            |
| Женски | 1                         | 0                             | 0                                    | 11                   | 11                            |
| УКУПНО | 6                         | 0                             | 0                                    | 32                   | 32                            |

## Саобраћај
Железничка пруга Ниш – Прахово је завршена 1922. Лука Прахово се налази 4 км низводно од Хидроелектране Ђердап II и међународног граничног прелаза Кусјак, последња је излазна лука на територији Србије на Дунаву, познатом и као Паневропски коридор 7.